# Ophiomyia subaberrans
Ophiomyia subaberrans este o specie de muște din genul Ophiomyia, familia Agromyzidae, descrisă de Spencer în anul 1986. Conform Catalogue of Life specia Ophiomyia subaberrans nu are subspecii cunoscute.